# Hypselodoris zephyra
Hypselodoris zephyra je druh barevného tropického mořského plže z čeledi Chromodorididae.

## Rozšíření
Hypselodoris zephyra byl popsán v Madangu v Papui Nové Guineji. Vyskytuje se v západním a středním Tichém oceánu.

## Popis
Hypselodoris zephyra má bílé tělo s černými pruhy probíhajícími po celém těle a horní části hřbetu. Někteří jedinci mají kolem těchto černých pruhů fialové skvrny. Tělo je protáhlého a oválného tvaru a dosahuje celkové délky 2–6 cm. Lem pláště je úzký kromě přední strany, kde tvoří závoj nad ústní dutinou. Plášť a noha mají na okraji fialový pruh. Žábry a chemoreceptory jsou oranžovočervené s bílými špičkami. Zbarvením se podobá Hypselodoris nigrostriata, ale liší se v poloze černých pruhů. U Hypselodoris zephyra jsou podélné a paralelní, zatímco u Hypselodoris nigrostriata jsou diagonální.
Hypselodoris zephyra je bentický druh a je aktivní především ve dne. V tkáních těla má přítomny obranné žlázy proti predátorům.

## Potrava
Hypselodoris zephyra se živí houbami z rodu Dysidea.